# Инверторный источник сварочного тока
Инверторный источник сварочного тока (ИИСТ, Инверторный сварочный аппарат, Сварочный инвертор) — один из современных видов источника питания сварочной дуги.
Инверторные источники сварочного тока для всех видов сварки устроены одинаково. Отличие состоит лишь в формируемой вольт-амперной характеристике. Поэтому возможен выпуск универсальных ИИСТ, пригодных для различных видов сварки (MMA, TIG, MIG/MAG).

## История
Основное назначение всех сварочных источников — обеспечивать стабильное горение сварочной дуги и её легкий поджиг. Одним из самых важных параметров сварочного процесса является его устойчивость к колебаниям и помехам. Существует несколько видов источников питания сварочной дуги — трансформаторы, дизельные или бензиновые электрогенераторы, выпрямители и инверторы. Инверторный источник сварочного тока появился в XX веке, а в начале XXI века стал одним из самых популярных сварочных аппаратов для всех видов дуговой сварки.

## Принцип действия
Сварочный инвертор представляет собой силовой трансформатор для понижения напряжения сети до необходимого напряжения холостого хода источника, блок силовых электрических схем, в основу которых заложены транзисторы MOSFET или IGBT и стабилизирующего дросселя для уменьшения пульсаций выпрямленного тока. Принцип действия инверторного источника сварочной дуги следующий: сетевое переменное напряжение подается на выпрямитель, после которого силовой модуль преобразует постоянное напряжение в переменное с повышенной частотой, которое подается на высокочастотный сварочный трансформатор, имеющий существенно меньшую массу, чем сетевой, напряжение которого, после выпрямления, подается на сварочную дугу. Дуга на постоянном токе более устойчива.

### Преимущества
Преимуществом инверторного источника питания сварочной дуги является уменьшение размеров силового трансформатора и улучшение динамической характеристики дуги. Использование инверторных технологий привело к уменьшению габаритов и массы сварочных аппаратов, улучшению качественного показателя сварочной дуги, повышению КПД, минимальному разбрызгиванию при сварке, позволило реализовать плавные регулировки сварочных параметров.

### Недостатки
- До конца 2000-х годов инверторные источники были намного дороже трансформаторных и менее надежны. По состоянию на 2010-е годы цена на инверторные аппараты значительно снизилась и приблизилась к трансформаторным. Надежность ИИСТ тоже существенно возросла, особенно с началом массового применения IGBT-модулей.
- Ограниченность по коэффициенту загрузки, что связано со значительным нагревом элементов схемы.
- Повышенная чувствительность к влажности воздуха и конденсату, выпадающему внутри корпуса.
- Высокий (а зачастую — опасный) уровень создаваемых высокочастотных электромагнитных помех. Эта проблема частично решается применением так называемой улучшенной широтно-импульсной модуляции и синхронными выпрямителями во вторичных цепях. Однако эти решения существенно удорожают и утяжеляют устройство поэтому нашли применение лишь в профессиональных стационарных моделях. В ряде стран, например, в Канаде, Бельгии и Нидерландах, есть ограничения на применение импульсных источников питания с «жестким» переключением транзисторов. Наиболее ранние типы сварочных инверторов (построенные на биполярных транзисторах) использовали резонансный принцип и переключение выходных транзисторов при нулевой фазе тока, что существенно сужает спектр электромагнитных помех и уменьшает их спектральную мощность. По состоянию на 2015 год сварочные инверторы резонансного типа все ещё выпускаются в России и некоторыми производителями в Китае.

## Схемотехника
Инверторные источники сварочного тока могут строиться по самым различным схемам, но на практике преобладают три:
1. Однотактный прямоходный импульсный преобразователь с ШИМ-регулированием и рекупераций энергии. Такие инверторы наиболее просты, легки и компактны, но силовые транзисторы переключаются с разрывом тока при ненулевом напряжении, что приводит к значительным коммутационным потерям и большому уровню электромагнитных помех. Схема может быть реализована только на особо быстродействующих мощных MOSFET или IGBT транзисторах, поэтому получила распространение только в начале 2010-х годов. Также для работы схемы требуются мощные диоды с предельно малым временем обратного восстановления. Работоспособность схемы в значительной степени зависит от интенсивности переходных процессов на паразитных емкостях и индуктивностях компонентов, проводов и печатной платы, что требует тщательности проектирования и высокой точности изготовления. Схема применяется в переносных сварочных аппаратах, рассчитанных на небольшую мощность (до 4 кВт). Несмотря на малое число компонентов такие инверторы достаточно дорогие, причем 60-70 % стоимости составляют специальные транзисторы и диоды. Схема распространена у европейских и японских производителей.
2. Полумостовой или мостовой двухтактный преобразователь с ШИМ-регулированием. Коммутационные потери и уровень электромагнитных помех в них меньше за счёт их спектрального "размазывания", чем у предыдущего типа, но все таки достаточно высок. Схема обладает большей сложностью и требует большего числа компонентов, но развиваемая преобразователем мощность существенно выше, чем в однотактных схемах (до 10 кВт). Также требуются быстродействующие MOSFET или IGBT с высокой допустимой импульсной мощностью рассеивания, хотя и меньшей, чем в однотактной схеме. Требования к диодам также существенно ниже, чем в однотактной схеме. Работоспособность схемы зависит, но в меньшей степени чем у однотактных, от интенсивности переходных процессов на паразитных емкостях и индуктивностях компонентов, проводов и печатной платы. Гибкость, скорость и точность ШИМ-регулирования позволяет управлять током дуги по сложным законам, что повышает качество сварки. Схема популярна у американских и корейских производителей.
3. Полумостовой или мостовой резонансный преобразователь с частотным или фазовым управлением. Наличие специально введенной резонансной цепи позволяет формировать оптимальную траекторию переключения транзисторов при нулевом напряжении или нулевом токе, а также нивелировать влияние паразитных емкостей и индуктивностей. Особых требований к скорости переключения и мощности транзисторов нет, так как коммутационные процессы происходят пассивно. Это позволяет строить такие инверторы с использованием недорогих транзисторов и диодов. Пригодны даже биполярные транзисторы. Мощность резонансных инверторов может достигать десятков киловатт. Однако резонансная цепь должна обладать значительной энергоемкостью и, соответственно, большими размерами. Поэтому такие аппараты получаются достаточно габаритными и тяжелыми. В виду нетребовательности резонансных преобразователей к характеристикам транзисторов цена таких изделий может быть сравнительно низкой. По этой причине большая часть сварочных инверторов производства России и Китая делаются именно с использованием резонансной схемотехники. Доступны резонансные преобразователи и для кустарного изготовления. Резонансный преобразователь имеет сравнительно узкий диапазон и невысокую скорость регулирования, поэтому реализовать на нем можно только сравнительно простые законы управления током дуги.